# خوسيه ماريا غيريرو
خوسيه ماريا غيريرو هو لاعب كرة قدم إكوادوري في مركز الهجوم، ولد في 1 أبريل 1970 في الإكوادور. شارك مع منتخب الإكوادور لكرة القدم. أما مع النوادي، فقد لعب مع نادي برشلونة ونادي ديبورتيفو إل ناسيونال.